# تپه قنجک ۴
تپه قنجک ۴ مربوط به دوران‌های تاریخی پس از اسلام است و در شهرستان تاکستان، روستای چوزه واقع شده و این اثر در تاریخ ۱۷ اسفند ۱۳۸۱ با شمارهٔ ثبت ۷۶۷۴ به‌عنوان یکی از آثار ملی ایران به ثبت رسیده است.